# آنا کوچنه‌وا
آنا کوچنه‌وا (به انگلیسی: Anna Kotchneva) ژیمناست زادهٔ ۲۵ ژانویهٔ ۱۹۷۰ میلادی اهل کشور شوروی است.